# 相川宗一
相川 宗一（あいかわ そういち、1942年〈昭和17年〉9月13日 - 2021年〈令和3年〉1月25日）は、日本の政治家。位階は従四位。
埼玉県議会議員（3期）、浦和市長（第18代 - 第20代〈最終〉）、さいたま市長（初代・第2代）を歴任。

## 生涯

### 生い立ち
埼玉県浦和市（現：さいたま市浦和区）岸町出身。相川曹司の長男。相川家の家業は米穀商 で、元禄時代に先祖が亡くなり、300年以上は続いている。
1961年　(昭和36年) 慶應義塾志木高等学校卒業。1965年（昭和40年）慶應義塾大学商学部卒業。浦和青年会議所理事長を務めた。

### 政歴
1980年（昭和55年）旧浦和市から埼玉県議会議員の補欠選挙で埼玉県議会議員に当選（自由民主党）。以後、埼玉県議を3期務めたが、1991年（平成3年）に県議選に立候補せずに浦和市長選挙へ立候補したため埼玉県議を失職した。5選を目指した現職の中川健吉を破り、第18代浦和市長に就任。以後、浦和市長を3期務めた。2001年5月1日、浦和市・大宮市・与野市との新設合併（さいたま市設置）に伴い失職し、5月27日執行の市長選挙で旧大宮市長であった新藤享弘などを破り、初当選した。また、2005年5月15日執行の市長選挙では自民党県議中森福代を破り、再選。
2008年11月11日、さいたま市大宮区のホテルで開かれた、在日本大韓民国民団埼玉県地方本部の記念式典で挨拶中、体調不良を訴え、近くの病院に入院した。検査の結果、胸部の動脈に損傷が見つかり、手術を受けた。
3選を目指して立候補した2009年5月24日執行の市長選挙では、自民党埼玉県連・公明党埼玉県本部の推薦を得たものの、当選した場合通算6期22年となる多選批判や健康問題、自民党国会議員の一部が再び立候補した中森陣営に流れたことが響き、元県議会議員の清水勇人に敗れ落選。
その後、2010年5月にさいたま商工会議所の副会頭に選出された。この副会頭就任は、同年10月に退任予定の川本宣彦会頭の後任として次期会頭に就任することが前提であるために、就任後の清水との関係が注目されていたが、同年9月22日副会頭を辞任した。
2011年7月1日、さいたま市議会は、さいたま市名誉市民として顕彰することに同意し、11月1日に顕彰された。
2012年11月3日、旭日中綬章を受章。

### 死去
2021年1月25日1時36分、慢性呼吸不全のため、さいたま市内の病院で死去。78歳没。死没日をもって従四位に叙される。3市合併時の市長は2007年11月に旧与野市長・元さいたま市長職務執行者の井原勇が、2020年12月に新藤が死去しており、相川の死去により全員が故人となった。2021年2月1日に家族葬が行われ、相川を乗せた車が浦和市長・さいたま市長として通算5期、約18年間執務をしたさいたま市役所の玄関前を通り、市の幹部、市議らが見送った。
お別れの会は同年9月26日にロイヤルパインズホテル浦和で開かれ、さいたま市や旧浦和市の関係者を中心に、埼玉県知事や浦和レッズの元社長も含め、約750人が参列した。

## 逸話
祖父・相川宗次郎と父・相川曹司は共に浦和市長をつとめたので、親子三代で同一の地方自治体の首長となったが、旧浦和市のような大きな自治体で、かつ県庁所在地では全国的にも非常に珍しい。また、親子三代で同一の地方自治体の名誉市民に顕彰されている のも同様である。
浦和市長選挙に初めて立候補した際、地元選出の自民党衆議院議員であった松永光が中川健吉を支持したことから、以降は松永と対立。市長就任後は自民党との間に一定の距離を置くようになった。市長選挙には毎回公明党の推薦で立候補しているが、政治信条は一貫して保守であり、市議会において新しい歴史教科書をつくる会による歴史教科書に賛意を表明するなどしている。
さいたま市長としては、市役所本庁舎の位置問題を抱え、検討会議を設置して議論を進めたものの、旧浦和市役所から移転させることはなかった。旧浦和市役所庁舎を造ったのが自身の父であったことから、庁舎に愛着があったのではないかと、ある議員は語っている。

### サッカー
旧浦和市長時代には市内に本拠を置くプロサッカークラブ、浦和レッズのサポーター（レッズ後援会の会長）であることを公言していた。旧浦和市が合併し新市さいたま市の市長に在任中は、さいたま市として合併した旧大宮市に本拠を置く大宮アルディージャの存在に配慮して公言は控えた。これは、アルディージャ後援会の会長に就任したためであった。このため、両チームが対戦するさいたまダービーは、「自分が会場に行くと角が立つ」と言う理由でもっぱらテレビ観戦に留め、自宅のベランダには両チームのチームフラッグを掲げて中立を示していた。とはいうものの、2009年の市長選では浦和レッズの元監督ギド・ブッフバルトが応援演説を行った。
相川の死去に際しては、浦和レッズ・オフィシャル・マッチデー・プログラム 清尾淳名義で「相川宗一さんへの感謝」と題した追悼文がレッズの公式サイトに掲出された。また、相川のお別れの会には、レッズの元社長が参列した。

## 人物
趣味はゴルフ、読書。住所はさいたま市浦和区岸町7丁目。

## 家族
相川家
- 祖父・宗次郎[4]（1888年 - 1978年、米穀商、浦和市長）
- 父・曹司（1916年 - 2006年、相川家11代目[5]、浦和市長、ナンブ相談役[1]）
- 妻（1946年 - ）[1]
- 長男[1]
- 二男[1]